# Hervormde kerk (Kwadijk)
De Hervormde kerk van Kwadijk is een rijksmonumentaal kerkgebouw in de Noord-Hollandse plaats Kwadijk, gemeente Edam-Volendam. De kerk is vorm gegeven als een zaalkerk met op de westelijke muur een houten toren.

## Geschiedenis
Een eerste vermelding van een kerk in het dorp werd rond het jaar 1300 gemaakt. Die kerk lag op een eiland en was ongeveer 400 jaar lang alleen per boot te bereiken. De kerk was een kruiskerk met kruisingstoren. Daarmee leek de kerk dus op de kerk van Oosthuizen. De kruiskerk werd in 1835 vervangen door de huidige zaalkerk, die wel is opgebouwd uit materiaal van de voorgaande kerk. Zo bestaat de vloer uit zerken die in de kruiskerk lagen en is de oude preekstoel, het doophek en de lezenaar overgegaan naar de zaalkerk.
De kerk kwam in 1959 in nationale belangstelling, want op 20 september dat jaar werd voor het eerst een dienst gehouden onder leiding van een vrouwelijke dominee: Ds I.C. Jansen. Ook in 1963 werd er verslag gedaan van een dienst door dominee Jansen, ditmaal ging het om een live radioverslag van een doop van drie kinderen.
In 1982 kocht de Stichting Oude Hollandse Kerken het gebouw, als eerste liet de stichting de kerk volledig restaureren. Sindsdien worden er in de kerk kerkdiensten, tentoonstellingen, concerten en meer in gehouden.

## Exterieur
In de toren bevindt zich een mechanisch uurwerk van Eijsbouts dat elektrisch opgewonden wordt.
De ramen in de zijmuren zijn vormgegeven als spitsbogen.

## Interieur

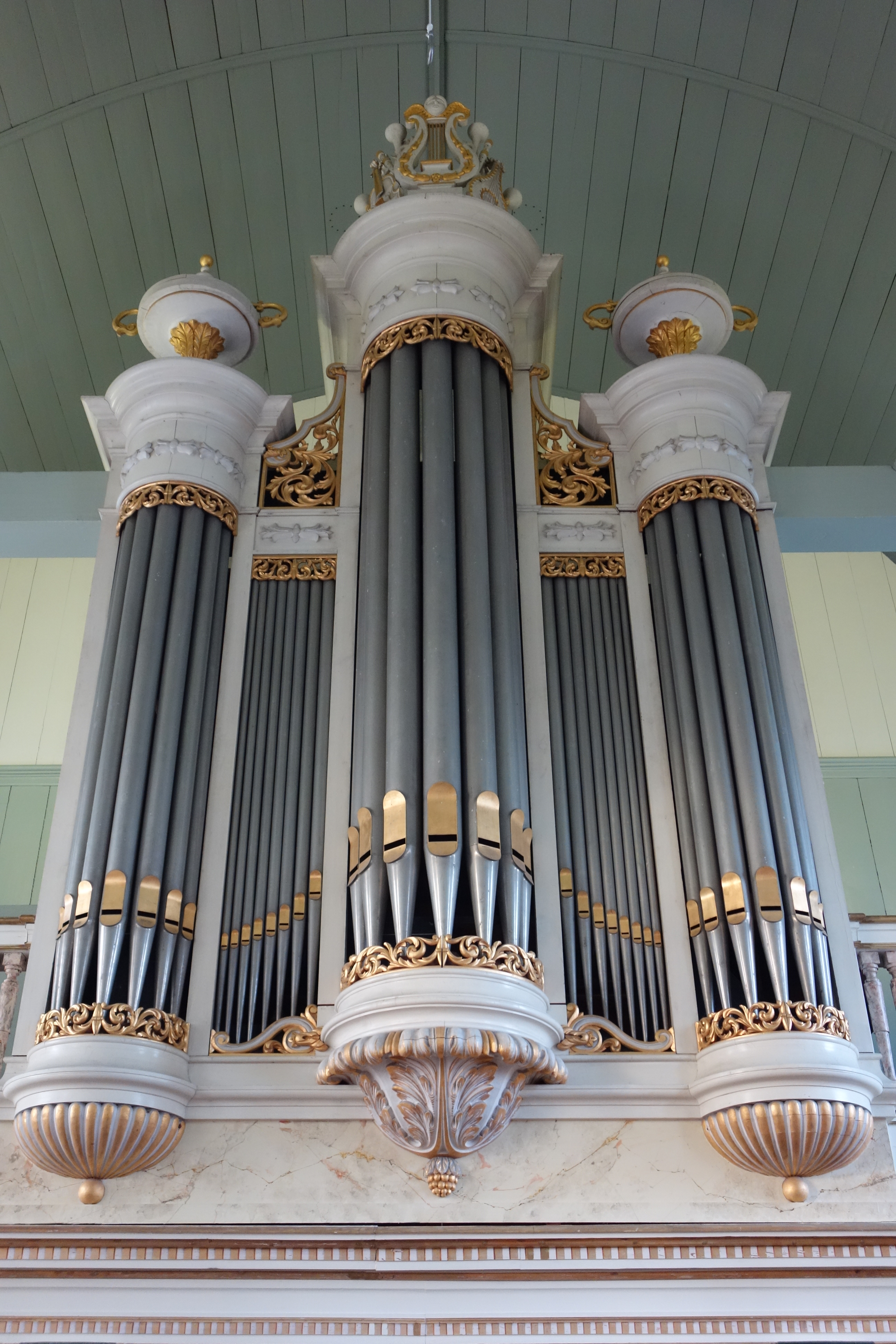
Het orgel

In de kerk bevindt zich een tweeklaviers orgel uit 1866, het is gebouwd door Pieter Flaes. Het maakt net als een koperen doopboog en dito lezenaar deel uit van de bescherming van het rijksmonument. Ook de 17e-eeuwse preekstoel is beschermd.